# バイヤーズ・ガイド
バイヤーズ・ガイドは、食品を中心に商品の販路開拓支援を行う有限会社永瀬事務所のサービス。主に中央省庁・都道府県庁・市町村・地方銀行・商工会議所・商工会と連携し、域内の事業者の販路開拓支援を行っている。

## 事業
- メディア事業：BtoBマッチングサイト『バイヤーズ・ガイド』の運営
- マッチング事業：商談会、展示会、交流会
- 教育事業：商品開発・販路開拓に関する講演、研修
- マーケティング事業：リアル店舗でのテスト販売、試食イベントなど
- 調査事業：47都道府県 食品イメージ調査、バイヤーおよび一般消費者モニターなど
- ブランディング事業：食材・食品に関するブランディング・ＰＲなど
- コンサルティング事業：自治体、個別企業
- 海外販路開拓事業：講演、海外バイヤーを招聘した商談会

## 沿革
- 2008年
  - 2月 - 有限会社永瀬事務所にて、永瀬正彦が『バイヤーズ・ガイド』を創刊。
- 2016年
  - 6月 - 本社を港区西麻布から千代田区一番町に移転。
- 2018年
  - 6月 - 本社を千代田区一番町から中央区八丁堀に移転。

## メディア事業
フリーペーパー 実績
| 地 方  | 都道府県（自治体・経済団体・金融機関） |
| ------ | --- |
| 北海道 | 北海道（株式会社北海道銀行、株式会社北洋銀行） |
| 東北   | 岩手（公益財団法人いわて産業振興センター）、宮城（宮城県）、福島（福島県）、伊達な商談会特別号（仙台商工会議所）                                                                   |
| 関東   | 茨城（茨城県）、千葉（千葉県）、東京（東京都）、山梨（公益社団法人やまなし観光推進機構）、新島・式根島（新島村商工会）                                                             |
| 北信越 | 新潟（公益財団法人にいがた産業創造機構）、富山（富山県商工会連合会）、石川（公益財団法人石川県産業創出支援機構）、長野（長野県）                                                   |
| 東海   | 静岡（株式会社静岡銀行） |
| 近畿   | 滋賀（滋賀県商工会連合会）京都（宇治商工会議所）、和歌山（和歌山県） |
| 中国   | 島根（島根県）、広島（広島県）、山口（公益財団法人やまぐち産業振興財団）、宇部（宇部市）                                                                                           |
| 四国   | 愛媛（愛媛県、株式会社伊予銀行、株式会社愛媛銀行） |
| 九州   | 福岡（福岡市）、佐賀（佐賀県）、熊本（熊本県、熊本市、熊本県商工会連合会）、宮崎（社団法人宮崎県物産貿易振興センター）、鹿児島（鹿児島市、株式会社鹿児島銀行、株式会社南日本銀行） |
| 全国   | 全国商工会連合会 |

## マッチング事業
商談会
| 地 方  | 都道府県（自治体・経済団体・金融機関）                                                                   |
| ------ | --- |
| 東北   | 宮城県水産品個別商談会、サカナップみやぎ個別商談会（宮城県）、伊達な商談会in福島浜通り（仙台商工会議所） |
| 関東   | ちばの恵み商談会（千葉県）                                                                               |
| 北信越 | しあわせ信州個別商談会（長野県）、「きときとTOYAMA逸品フェスタ」個別商談会（富山県商工会連合会）         |
| 中国   | 商談会（広島県商工会連合会）、「三茶でやまぐち食べちゃろまつり」個別商談会（山口県）                     |
| 四国   | えひめが誇る「すご味」商談会（愛媛県）                                                                   |

## 教育事業
販路開拓塾
| 地 方 | 都道府県（自治体・経済団体・金融機関）     |
| ----- | ------------------------------------------ |
| 東北  | 仙台商工会議所                             |
| 関東  | 群馬県、公益財団法人栃木県産業振興センター |
| 東海  | 静岡商工会議所                             |
| 四国  | 徳島県、公益社団法人徳島県物産協会         |
| 九州  | 佐賀県商工会連合会、大分県商工会連合会     |

講演

永瀬正彦を参照

## マーケティング事業
百貨店催事
| 地 方  | 都道府県（自治体・経済団体・金融機関）        |
| ------ | --------------------------------------------- |
| 東北   | 宮城の美味しい水産加工品フェア（宮城県）      |
| 北信越 | きときとTOYAMAフェスタ（富山県商工会連合会）  |
| 四国   | えひめ食の逸品フェア（愛媛県）                |
| 全国   | 森のめぐみプロジェクト きのこフェア（林野庁） |

## 調査事業
- 47都道府県 食イメージ調査（2022年）
- 47都道府県 食イメージ調査（2021年）
- 47都道府県 食イメージ調査（2020年）
- 47都道府県 食イメージ調査（2019年）
- 47都道府県 食イメージ調査（2018年）
- 47都道府県 食イメージ調査（2017年）
- 47都道府県 食イメージ調査（2016年）
- 47都道府県 食イメージ調査（2015年）

## 海外販路開拓事業
- 講演

ハラールマーケットフェア（展示会『ファベックス2016』内）

日本を飛び出して、海外への販路を開拓する！（仙台商工会議所 販路開拓塾）

- 海外バイヤー招聘

『ビジネス・サミット2015』 ～北陸新幹線開業！「食」と「観光」の大商談会～（北陸銀行・大垣共立銀行）

## グループ企業
- 有限会社永瀬事務所